# Pablo Picasso: Réminiscences
Pablo Picasso: Réminiscences è un documentario del 1989 diretto da Fabienne Strouve e basato sulla vita del pittore spagnolo Pablo Picasso.